# Emil Veesenmeyer
Emil Veesenmeyer (* 29. Juli 1857 in Stuttgart; † 5. März 1944 in Wiesbaden) war evangelischer Pfarrer an der Bergkirche in Wiesbaden und später Dekan.

## Leben
Nach dem theologischen Examen in den Jahren 1877 bis 1878 in Mannheim wurde Veesenmeyer zunächst Vikar in Schwetzingen und Mannheim. Im Jahr 1881 wurde er als Pfarrer nach Holzen im Schwarzwald berufen und übernahm dann 1885 eine Pfarrstelle an der Wiesbadener Marktkirche. Schließlich wurde er 1892 erster Pfarrer der Bergkirche in Wiesbaden, wo er bis zu seiner Versetzung in den Ruhestand im Jahr 1927 verblieb.
Ehrenamtlich wurde er ab 1918 zum Dekan, 1925 zum Landeskirchenrat ernannt. 1918 empfing er die Ehrendoktorwürde der Philipps-Universität Marburg. Veesenmeyer gründete darüber hinaus das erste Gemeindehaus Wiesbadens und wurde 1921 zum Vorsitzenden des Nassauischen Gustav-Adolf-Vereins gewählt.
Er fand seine letzte Ruhestätte auf dem Nordfriedhof in Wiesbaden.

## Werk
Veesenmeyer entwickelte 1891 zusammen mit dem Architekten und Baumeister Johannes Otzen das so genannte Wiesbadener Programm, ein evangelisches Kirchenbauprogramm, das die drei Elemente des Gottesdienstes, Kanzel (Predigt), Altar (Abendmahl) und Orgel (Musik), zusammenführen sollte. In diesem Zusammenhang war er maßgeblich am Bau der Wiesbadener Ringkirche (1892–1894) beteiligt, in dem das Wiesbadener Programm erstmals umgesetzt wurde.